# Chlamydiota
Cet article concerne le phylum des Chlamydiota. Pour le genre Chlamydia, voir Chlamydia.
Phylum
Synonymes
- Chlamydiota Whitman et al. 2018
- Chlamydaeota Oren et al. 2015
- Chlamydiae Garrity & Holt 2001

Les Chlamydiota (anc. Chlamydiae) sont un phylum monotypique du règne des Pseudomonadati au sein du domaine. Son nom provient de Chlamydia qui est le genre type de ce phylum.
Ces bactéries ont la particularité d'être toutes des parasites intracellulaires de cellules d'eucaryotes. Les espèces les plus connues infectent les mammifères (dont les humains) et les oiseaux, mais certaines ont été retrouvées chez d'autres hôtes, comme des amibes.
Selon la LPSN (22 avril 2025) ce phylum ne comporte qu'une seule classe, les Chlamydiia Horn 2016.

## Taxonomie

### Étymologie
L'étymologie de Chlamydiota est la suivante : Chla.my.di.o’ta N.L. fem. n. Chlamydia, genre type du phylum; N.L. neut. pl. n. suff. -ota, suffixe pour définir un phylum; N.L. neut. pl. n. Chlamydiota, le phylum des Chlamydia,.

### Nomenclature
Ce taxon est décrit dès 2001 par G.M. Garrity et J.G Holt dans la deuxième édition du Bergey's Manual of Systematic Bacteriology sous le nom de « Chlamydiae ». Ce n'est qu'en 2021 qu'il est publié de manière valide par Oren et Garrity après un renommage conforme au code de nomenclature bactérienne (le nom du phylum devant être dérivé de celui de son genre type, en l'occurrence Chlamydia, par adjonction du suffixe -ota conformément à une décision de l'ICSP en 2021).

## Caractéristiques
Au départ, on les considérait comme un seul genre, Chlamydia, mais à l'heure actuelle, différents genres ont été reconnus. Ils sont apparentés à certains autres groupes bactériens, en particulier les Thermomicrobia, mais ils constituent un phylum à part.
Le cycle des Chlamydiota implique deux formes distinctes. Une infection se produit par des corps élémentaires, qui sont inactifs d'un point de vue métabolique. Ceux-ci sont absorbés dans une vacuole de la cellule, où ils grandissent pour devenir des corps réticulés, plus grands, qui se reproduiront. Plus tard de nouveaux corps élémentaires seront produits et expulsés de la cellule.
Les trois principales espèces de Chlamydiae infectant les humains sont :
- Chlamydia trachomatis, qui provoque le trachome (une maladie ophtalmique) et la chlamydiose, une maladie sexuellement transmissible ;
- Chlamydophila pneumoniae, qui provoque une forme de pneumonie ;
- Chlamydophila psittaci, qui provoque la psittacose.

### Phylum desChlamydiae
- (en) Tree of Life Web Project : Chlamydiae
- (en) Catalogue of Life : Chlamydiae
- (en) NCBI : Chlamydiae (taxons inclus)

### Classe desChlamydiae
- (en) NCBI : Chlamydiae (class) (taxons inclus)

### Ordre desChlamydiales
- (en) Catalogue of Life : Chlamydiales Storz & Page, 1971 (consulté le 11 décembre 2020)
- (fr + en) ITIS : Chlamydiales
- (en) NCBI : Chlamydiales (taxons inclus)